# The Bends
The Bends è il secondo album dei Radiohead, pubblicato il 13 marzo 1995 dalla Parlophone.
La rivista statunitense Rolling Stone ha incluso The Bends nella sua lista dei 500 migliori album alla posizione n. 111 Mentre Q Magazine l'ha inserito alla 2ª posizione.
Assieme a Kid A del 2000, The Bends è uno dei due album in studio dei Radiohead ad avere per titolo quello di una delle sue canzoni.

## Descrizione
L'album presenta un cambio di rotta dei Radiohead alla ricerca di sonorità maggiormente introverse e a tratti psichedeliche. La voce di Thom Yorke, pur se dotata di una certa personalità, viene associata a quella di Bono Vox. Preceduto da un singolo come Just, canzone irruente e aspra nei suoni che anticipa molte tematiche dell'album, il secondo lavoro della band presenta una sua unitarietà sonora e compositiva. Il sound si caratterizza discostandosi dai dettami del britpop che impazza in quegli anni, l'album presenta una trama unitaria eccezion fatta per High and Dry, che un po' si discosta da un album tanto omogeneo. Tra i brani spiccano Fake Plastic Trees, la title track The Bends e l'allucinato lamento di Street Spirit (Fade Out), accompagnata da un video che sottolinea l'atmosfera del brano. Nonostante l'assenza di hit single alla Creep, The Bends riuscì lentamente a conquistare il quarto posto della Official Albums Chart. Ancora oggi è considerato un pilastro degli anni novanta, pietra miliare del rock-pop inglese, che ha influenzato il sound di quegli anni, come dimostrano i riconoscimenti delle classifiche di Rolling Stone e Q Magazine. Il disco è dedicato alla memoria di Bill Hicks, comico e pensatore statunitense.

## Tracce
1. Planet Telex – 4:19
2. The Bends – 4:04
3. High and Dry – 4:20
4. Fake Plastic Trees – 4:51
5. Bones – 3:08
6. (Nice Dream) – 3:54
7. Just – 3:54
8. My Iron Lung – 4:37
9. Bullet Proof..I Wish I Was – 3:29
10. Black Star – 4:07
11. Sulk – 3:43
12. Street Spirit (Fade Out) – 4:12

## Formazione
Gruppo
- Thom Yorke – voce, chitarra, pianoforte
- Jonny Greenwood – chitarra, organo, flauto dolce sintetizzatore, pianoforte
- Ed O'Brien – chitarra, voce
- Colin Greenwood – basso
- Philip Selway – batteria

Altri musicisti
- Caroline Lavelle – violoncello
- John Matthias – viola, violino

Produzione
- John Leckie – produzione, missaggio, ingegneria del suono
- Radiohead – produzione (tracce 3 e 10), missaggio
- Jim Warren – produzione (traccia 3), ingegneria del suono
- Nigel Godrich – produzione (traccia 10), ingegneria del suono
- Sean Slade – missaggio
- Paul Q. Kolderie – missaggio
- Chris Brown – ingegneria del suono
- Guy Massey – assistenza all'ingegneria
- Shelley Saunders – assistenza all'ingegneria
- Chris Blair – mastering, montaggio digitale

## Classifiche

### Classifiche settimanali
| Classifica (1995/96) | Posizione massima |
| -------------------- | ----------------- |
| Australia            | 23                |
| Austria              | 37                |
| Belgio (Fiandre)     | 8                 |
| Belgio (Vallonia)    | 26                |
| Canada               | 21                |
| Germania             | 73                |
| Norvegia             | 32                |
| Nuova Zelanda        | 8                 |
| Paesi Bassi          | 20                |
| Regno Unito          | 4                 |
| Stati Uniti          | 88                |
| Svezia               | 26                |

### Classifiche di fine anno
| Classifica (1995) | Posizione |
| ----------------- | --------- |
| Nuova Zelanda     | 34        |
| Regno Unito       | 56        |
| Classifica (1996) | Posizione |
| Nuova Zelanda     | 33        |
| Regno Unito       | 43        |